# S2 (Georgië)
De S2 (Georgisch: საერთაშორისო მნიშვნელობის გზა ს2, Saertashoriso mnishvnelobis gza S2, weg van internationaal belang S2), ook bekend als 'Senaki - Poti - Sarpi (grens van de Republiek Turkije)', is een 119 kilometer lange hoofdroute binnen het Georgische wegennet. De S2 is in zijn geheel onderdeel van de Europese E97 en Aziatische AH5. Tussen Senaki en Poti is de S2 onderdeel van de E60 en vanaf Poti tot de Turkse grens van de E70

## Route
De S2 begint bij Senaki, waar de weg aftakt van de de S1, en gaat via Poti langs de Zwarte Zee-kust naar Batoemi en de grens met Turkije bij Sarpi. De weg passeert daarbij de regio's Samegrelo-Zemo Svaneti, Goeria en de autonome republiek Adzjarië. In Turkije gaat de weg verder als D010 naar Trabzon. In Grigoleti bij het dorp Soepsa sluit de S12 op de S2 aan.

## Achtergrond
In 1960 werd de hedendaagse S2 onderdeel van de Sovjet-route 19 "Novorossiejsk - Batoemi" en was een van de 37 genummerde "hoofdwegen van nationaal belang" in de Sovjet-Unie. Deze liep binnen de Georgische sovjetrepubliek van Leselidze langs de Zwarte Zee via Soechoemi naar Samtredia, de route van de hedendaagse S1, en van daar via Ozoergeti naar Koboeleti, de hedendaagse Sh2, en eindigde in Batoemi. In 1982 werd het Sovjet-wegnummeringssysteem herzien en werd de A-305 "Micha Tschakaya (hoofdweg Novorossiejsk-Bakoe) - Batoemi" de voorloper van de S2. Deze liep vanaf Senaki (Micha Tschakaya) via Poti naar Batoemi.
In 1996 werd het moderne Georgische wegnummeringssysteem geïntroduceerd en werd de A-305 omgenummerd naar "S2 Senaki - Poti - Sarpi (Turkse grens)", waarbij de route door Batoemi verlengd werd naar de Turkse grens bij Sarpi. De S2 was oorspronkelijk gebouwd als een gelijkvloerse tweebaansweg door dorpen en steden, maar het traject tussen de aansluiting van de S12 bij Grigoleti en Batoemi werd vanaf 2011 in fasen uitgebouwd naar een vrijliggende ongelijkvloerse tweebaans-autoweg met vluchtstroken. Hierbij is de route ook verlegd om de bebouwde kernen heen. Een beperkt gedeelte in aansluiting op de S12 werd uitgebouwd tot autosnelweg.

### Tunnel Tsjakvi-Machinjaoeri
In 2001 werd begonnen de bouw van een tunnel tussen Tsjakvi en Machinjaoeri ten noorden van Batoemi, waarmee een bochtig heuveltraject zou worden afgesneden. In april 2004 kwam de bouw stil te liggen vanwege de Adzjarische crisis in die periode. In het voorjaar van 2005 werden de werkzaamheden hervat en de tunnel werd in september 2005 geopend. De tunnel Tsjakvi-Machinjaoeri met vier rijstroken was de eerste grote upgrade in de S2 en kende twee aparte buizen met een lengte van 650 meter.

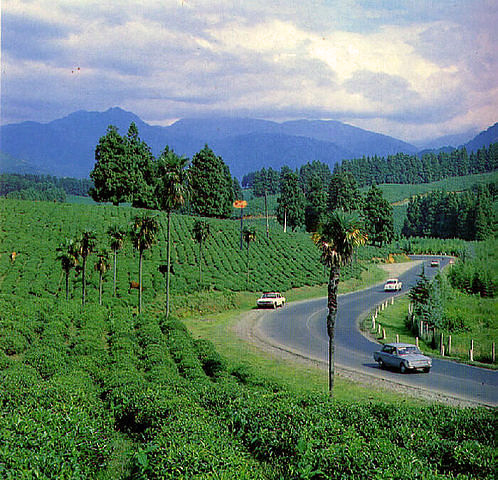
Sovjetroute 19 bij Tsjakvi (jaren 1970)
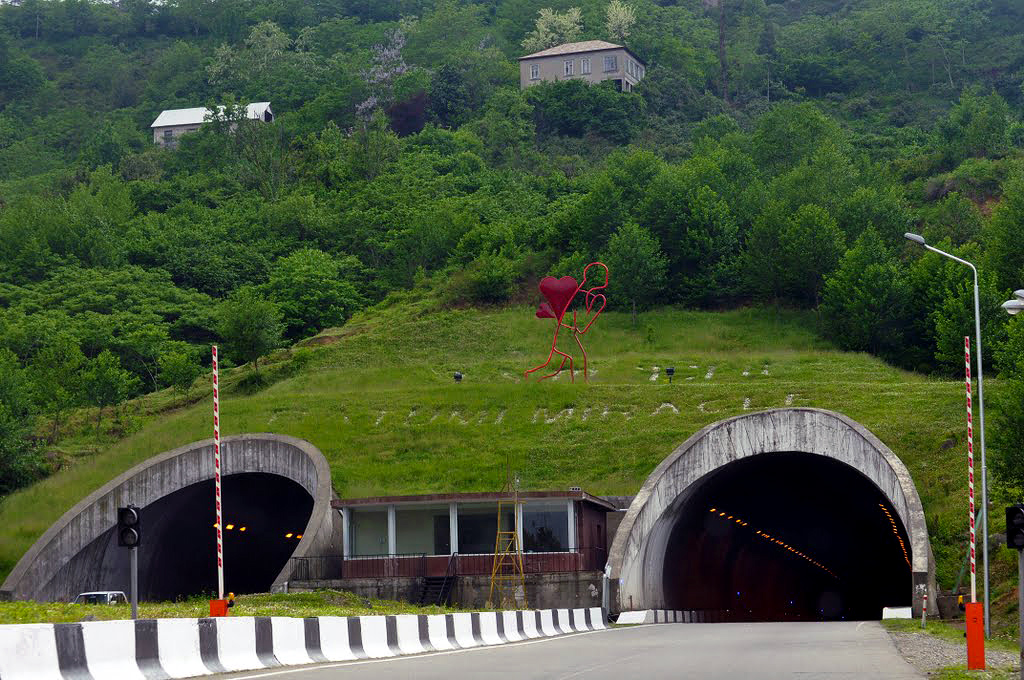
Tunnel Tsjakvi-Machinjaoeri
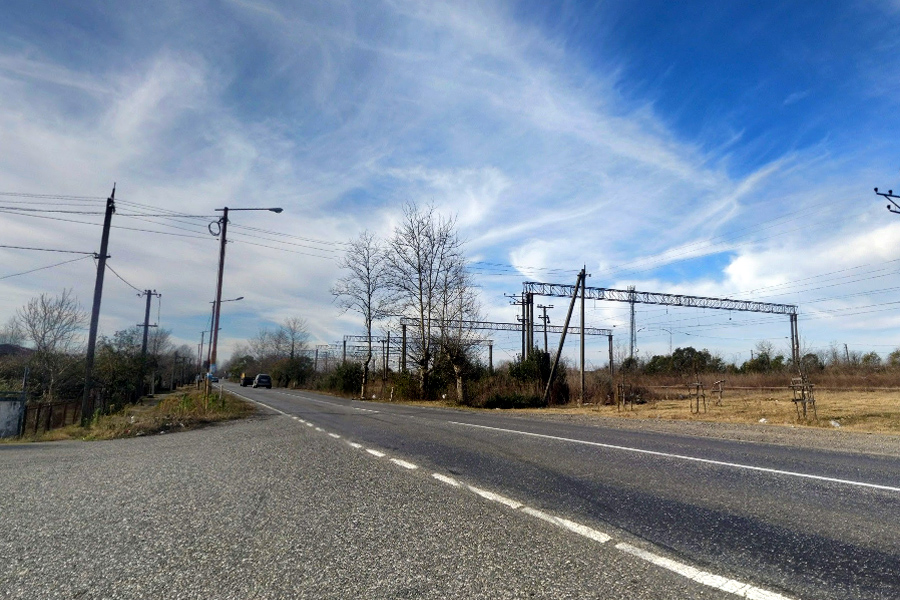
Tussen Senaki en Poti

## East-West Highway

Herontwerp S2

In 2005 begon de Georgische regering het East-West Highway project, dat een opwaardering omvat van grote delen van de Georgische S1, S2, S4, S7 en S12 naar autosnelweg of expresweg. Het project moet de Georgische positie als vervoersknooppunt in de Zuidelijke Kaukasus versterken door een 450 kilometer lange oost-west transportcorridor door het land die Azerbeidzjan, Armenië en Turkije met elkaar verbinden via Georgische delen van de Europese E60 en E70.
Voor de S2 had het project betrekking op het traject tussen de aansluiting van de S12 bij Grigoleti en de Turkse grens bij Sarpi. Hierbij lag de focus op de aanleg van bypasses rond Koboeleti en Batoemi voor een betere doorstroming van het verkeer. Het traject werd in verschillende segmenten geknipt en in fasen uitgevoerd.

### Grigoleti— Sjekvetili
In 2019 werd begonnen met de aanleg van 14 kilometer autosnelweg in aansluiting op de S12 uit Samtredia. Hiervoor wordt een nieuwe brug over de Soepsa gebouwd. In december 2022 werd de zuidelijke vijf kilometer geopend in aansluiting op de Koboeleti-bypass. In december 2023 werd het aansluitende stuk tot aan de zuidoever van de Soepsa opengesteld.

### Koboeleti-bypass
In juni 2018 werd de dertig kilometer lange Koboeleti-bypass tussen Sjekvetili en Tsjakvi in zijn geheel voltooid als vrijliggende tweebaans autoweg met vluchtstroken, waarbij de badplaats Koboeleti en andere dorpen landinwaarts worden gepasseerd. De oude route van de S2 langs de Zwarte Zeekust werd hernummerd tot Sh205. In 2023 werd een studie naar verdubbeling van het traject aangekondigd.

### Batoemi-bypass
In 2018 werd begonnen met de bouw van de Batoemi-bypass tussen de Tsjakvi-Machinjaoeri-tunnel en de Tsjorochi ten zuiden van Batoemi als een vrijliggende tweebaans autoweg. Vanwege het bergachtige terrein werd de bypass ontworpen met 19 bruggen en 5 tunnels. Het traject werd in oktober 2024 geopend.

### Batoemi— Sarpi
In 2018 werd een studie afgerond naar het segment tussen de Tsjorochi-rivier ten zuiden van Batoemi en de Turkse grens bij Sarpi. Voor dit traject werd financiering via de Asian Development Bank zeker gesteld van 200 miljoen dollar. In 2023 werden vier alternatieven gepresenteerd, waarbij de voorkeur werd uitgesproken voor de aanleg van een 7,6 kilometer lange tunnel.
| Segment                                  | Kavel                               | Lengte  | Financiering                                                           | Constructeur   | Start Bouw | Open         | Opmerkingen |
| ---------------------------------------- | ----------------------------------- | ------- | ---------------------------------------------------------------------- | -------------- | ---------- | ------------ | --- |
| Grigoleti tot Koboeleti-bypass           |                                     | 14,4 km | €101m EIB                                                              | Polat Yol (TK) | Feb 2019   |              | Autosnelweg (2x2) vanaf de S12 tot Koboeleti-bypass; eerste 5 km in dec. 2022 geopend; 6 km in dec. 2023 geopend. |
| Koboeleti-bypass                         | Lot-1a Sjekvetili - Kakoetsja (Sh2) | 12,4 km | $119m Tranche 1 ADB $030m Staatskas $140m Tranche 3 ADB $025m Staatkas | Sinohydro (CN) | Mar 2011   | Oct 2013     | Gebouwd als tweebaans expresweg                                                                                   |
| Koboeleti-bypass                         | Lot-2 Kakoetsja (Sh2) - Tsjakvi     | 18,0 km | $119m Tranche 1 ADB $030m Staatskas $140m Tranche 3 ADB $025m Staatkas | Sinohydro (CN) | Sep 2013   | Jun 2018     | 2 tunnels en 15 bruggen, waaronder de langste in Georgië van 1.180 meter.                                         |
| Koboeleti-bypass                         | Lot-1b Weg bij tunnel Tsjakvi       | 01,3 km | $119m Tranche 1 ADB $030m Staatskas $140m Tranche 3 ADB $025m Staatkas | Sinohydro (CN) | 2017       | Juni 2018    | Verdubbeling van 1,3 km bestaande weg naar tunnel                                                                 |
| Tunnel Tsjakvi-Machinjaoeri              |                                     | 01,0 km |                                                                        |                | 2001       | Sep 2005     | Twee tunnelbuizen met 2x2 rijstroken (650 m)                                                                      |
| Batoemi-bypass                           | Mtsvane Kontschi — Chelvatsjaoeri   | 16,0 km | $114m ADB $087m Staatskas                                              | Polat Yol (TK) | Apr 2018   | Oktober 2024 | Batoemi-bypass wordt gebouwd als tweebaans expresweg, 19 bruggen en 5 tunnels. Verwachte oplevering medio 2023.   |
| Batoemi - Sarpi                          |                                     | 12,0 km | $200m ADB                                                              |                |            |              | In voorbereiding.                                                                                                 |
| In aanleg Voorgesteld / In voorbereiding |                                     |         |                                                                        |                |            |              | |

## Overige projecten
Medio 2022 werd met de bouw begonnen van een nieuwe brug over de Rioni bij Poti met een lengte van 436 meter lang, uitgevoerd door het Poolse MIRBUD. De oude brug, een waterkrachtdam uit 1959, kon het verkeer niet meer aan. Het project werd voor 60,8 miljoen Georgische Lari (ca €18 miljoen) gefinancierd via de Asian Development Bank, vanuit de staande allocatie voor de Batoemi-bypass.

## Foto's

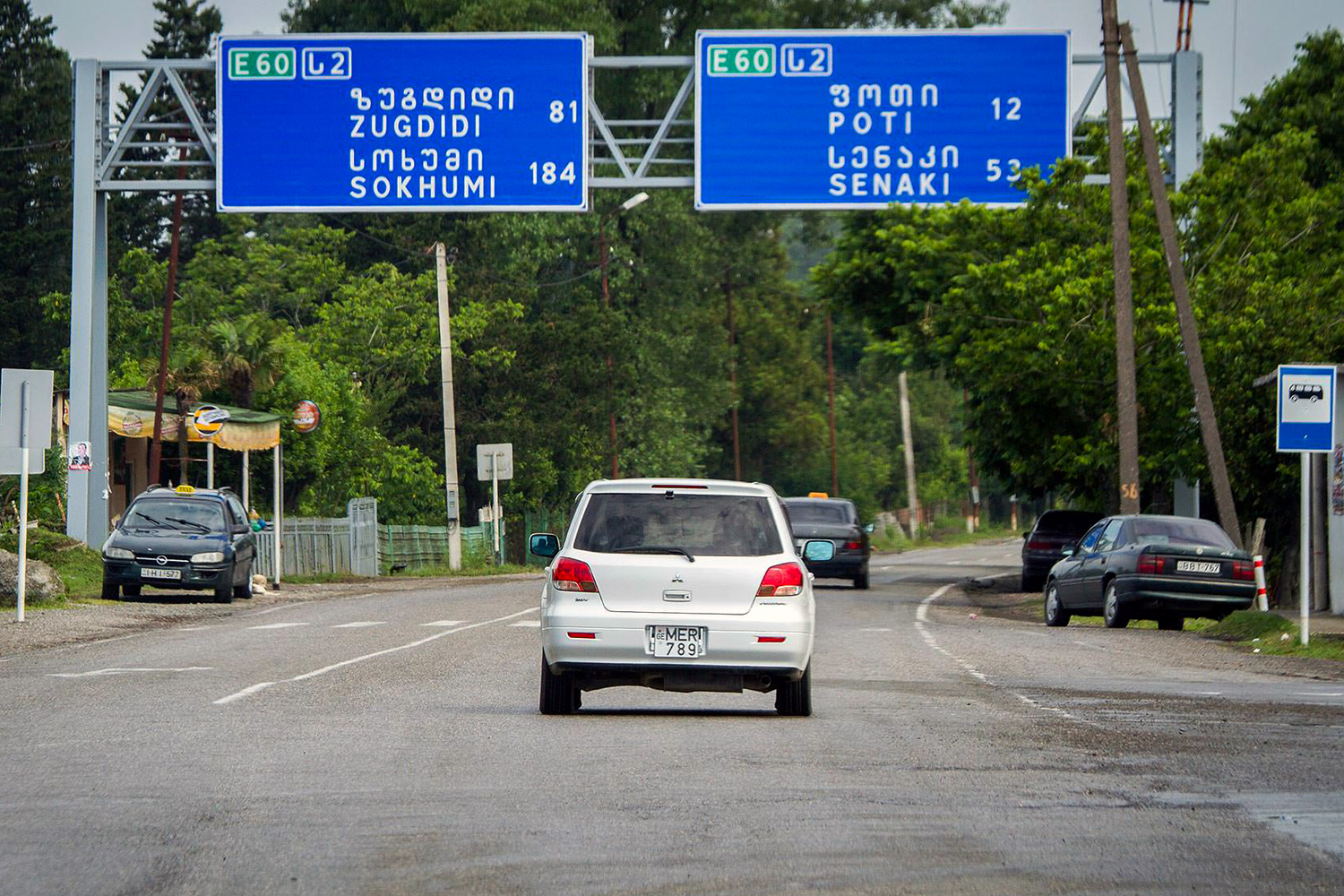
S2 bij Grigoleti
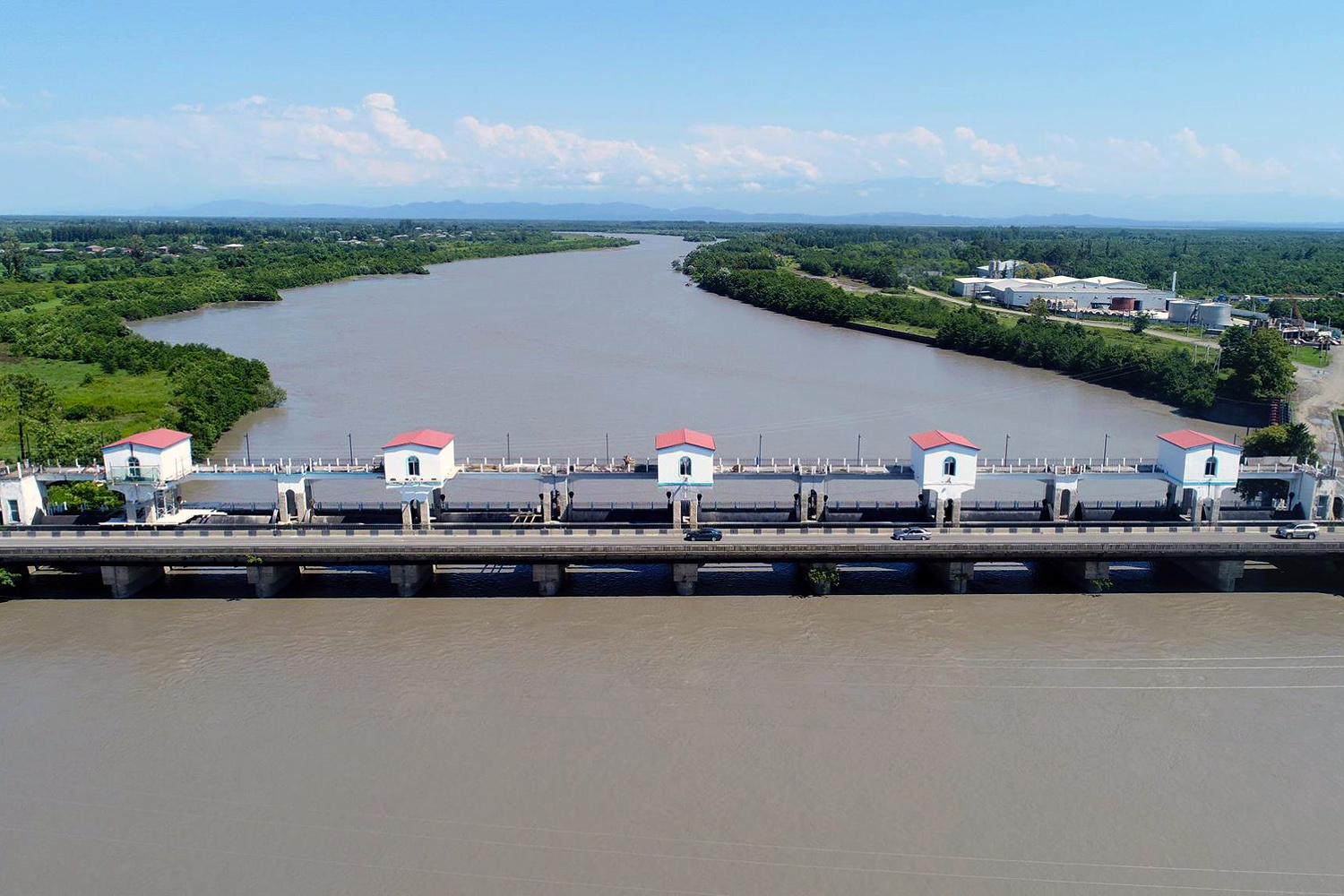
Oude brug over de Rioni in Poti
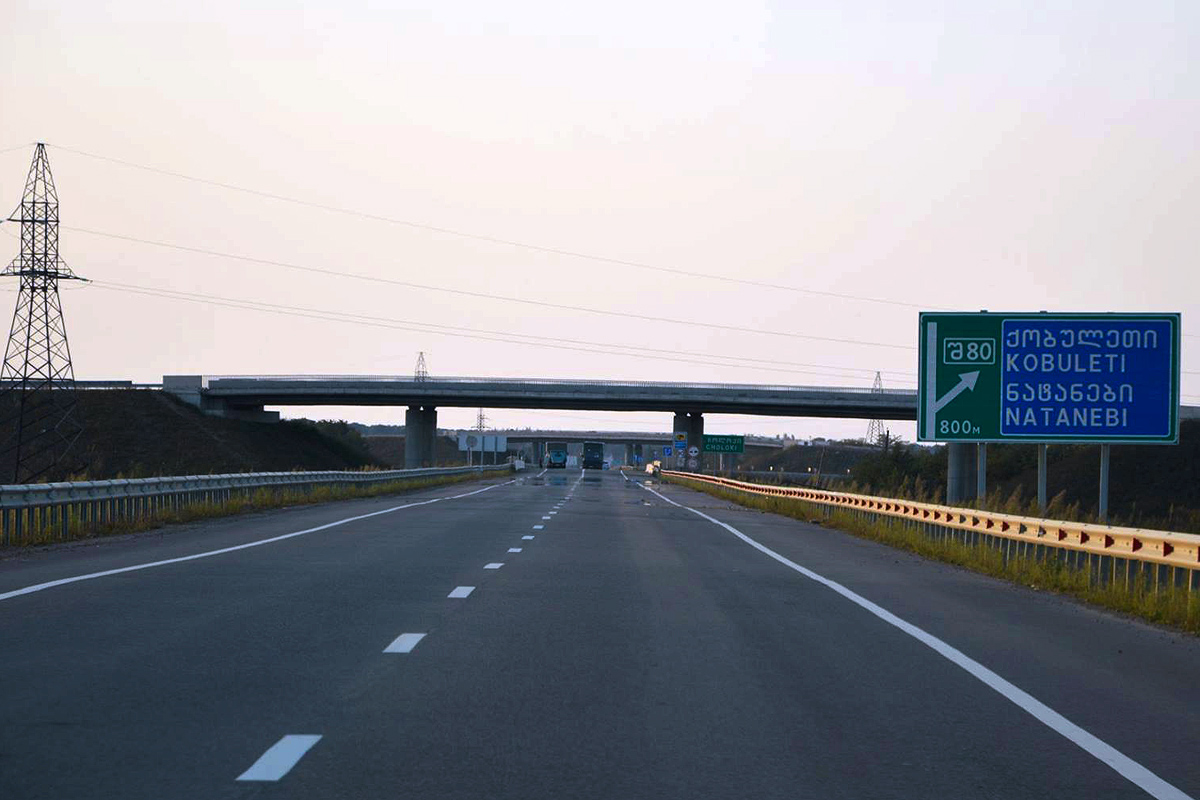
S2 bij Koboeleti
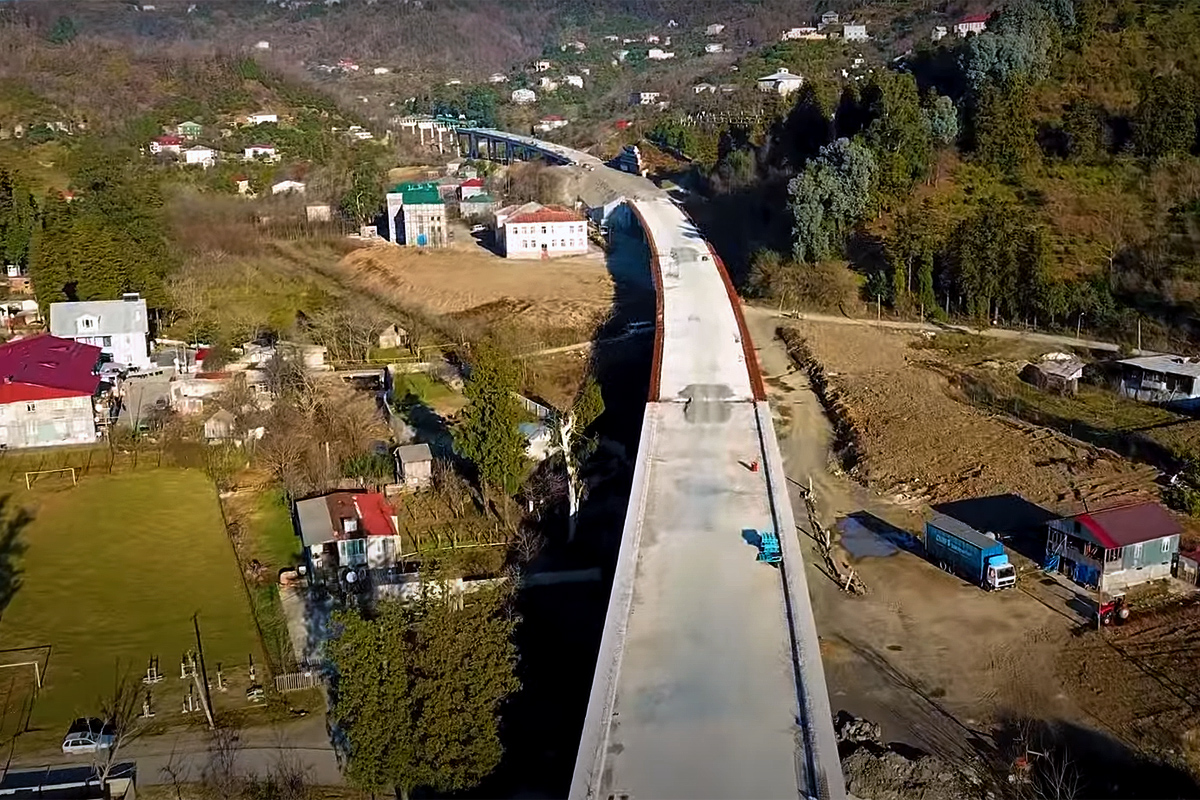
Batoemi-bypass in aanleg